# Anna Laura Messeri
Anna Laura Messeri (Roma, 29 novembre 1929 – Genova, 21 settembre 2024) è stata un'attrice teatrale, regista teatrale e docente italiana nota per aver diretto per cinquant'anni la scuola di recitazione del Teatro Stabile di Genova, formando più di 300 attori e registi.

## Biografia
Nata a Roma nel 1929, si laureò in linguistica all'Università di Firenze e iniziò la carriera accademica come assistente del celebre linguista Bruno Migliorini. La passione del teatro la chiamò presto: dopo un’esperienza accademica come lettrice al Trinity College di Dublino, capì che la scena teatrale era il suo vero spazio espressivo. Si diplomò quindi in regia all’Accademia Nazionale d’Arte Drammatica “Silvio D’Amico” a Roma, dove ebbe come insegnanti Andrea Camilleri e Giorgio Bassani, e dove diresse il suo primo spettacolo con il giovane Giancarlo Giannini protagonista.
Negli anni sessanta lavorò come burattinaia con Maria Signorelli con un repertorio da Shakespeare a Goldoni, da Wilde a Lorca, e riduzioni di opere liriche e balletti; collaborò con Orazio Costa e Luigi Squarzina, e partecipò a spettacoli radiofonici per la RAI Liguria e curò poi i programmi culturali dell'emittente negli anni settanta e ottanta. Chiamata da Ivo Chiesa, si trasferì definitivamente a Genova nel 1964, dove fondò il Seminario di Studi Teatrali, che sarebbe diventato la scuola di recitazione del Teatro Stabile. Come attrice, recitò in alcune produzioni dello Stabile di Genova, tra cui Corte Savella di Anna Banti, diretta da Squarzina. Per oltre cinquant’anni, allo Stabile Messeri insegnò, diresse e formò più di 300 attori e registi, tra cui Maurizio Crozza, Elisabetta Pozzi, Valerio Binasco, Luca Bizzarri, Paolo Kessisoglu, Carla Signoris, Fausto Paravidino, Marco Sciaccaluga, Maurizio Lastrico e molti altri. Nel 2020 si ritirò ufficialmente come direttrice della scuola, rimanendovi direttrice ad honorem. Nel 2022 pubblicò il saggio Le regole del gioco – Guida ai primi segreti della recitazione, edito FrancoAngeli, un manuale che raccoglie il suo metodo didattico e la sua visione pedagogica. 
Morì a Genova il 21 settembre 2024, all'età di 94 anni, lasciando in eredità la sua biblioteca personale alla Biblioteca dell’Attore.

## Didattica
La sua didattica era rigorosa ma profondamente umana. Partiva dal corpo per arrivare alla voce, e credeva che la recitazione fosse prima di tutto un gioco serio, un atto di trasformazione. Diceva: 

## Opere
- A. L. Messeri, Le regole del gioco – Guida ai primi segreti della recitazione, FrancoAngeli, Milano, 2022.